# LXPanel
LXPanel is een lichtgewicht desktoppanel dat ervoor zorgt dat programma's kunnen gestart worden en dat er tussen de gestarte programma's gewisseld kan worden. Het programma vormt het belangrijkste onderdeel van LXDE. LXPanel wordt uitgegeven onder de voorwaarden van de softwarelicentie GPL en is beschikbaar voor Linux en andere Unix-achtige besturingssystemen.

## Functies
- Een menu om applicaties te starten, gesorteerd per categorie
- Wisselen tussen geopende programma's op verschillende werkbladen
- Plug-ins voor het toevoegen van extra functionaliteit
- Systeemvak voor programma-iconen
- Volume-applet om het volumeniveau te beheren
- Applet voor tijd en datum